# Enrique Calvet Chambon
Enrique Calvet Chambon (Larache, Marruecos español, 28 de octubre de 1950) es un economista y político español.
Perteneció al Partido Socialista Obrero Español (PSOE) entre 1968 y 2005. En sus comienzos estuvo vinculado a la Unión General de Trabajadores (UGT) como Director del Gabinete Económico de la Comisión Ejecutiva Confederal. En 2014 concurrió a las Elecciones al Parlamento Europeo formando parte de las listas de Unión Progreso y Democracia (UPyD). Fue expulsado del grupo por sus diferencias con la dirección de UPyD, tras haber realizado declaraciones y posicionarse en favor del partido Ciudadanos —lo que fue calificado como un «desprestigio» a UPyD— así como por negarse a rendir cuentas de sus gastos personales con cargo a la partida económica que recibía para tal fin del Parlamento Europeo.
Ha sido coordinador en el Comité de Empleo y Asuntos Sociales del Grupo de la Alianza de los Liberales y Demócratas por Europa.

## Trayectoria profesional
Entre 1989 y 1993 fue Jefe de Gabinete de Presidencia y director de recursos humanos de la empresa pública MAYASA.
Entre 1994 y 1996 fue director de Recursos Humanos y miembro de la Comisión Ejecutiva del Instituto de Comercio Exterior (ICEX).
En el periodo comprendido entre 1996 y 2007, formó parte de la Agencia Industrial del Estado (AIE) e IZAR Astilleros Públicos Españoles (SEPI) como asesor del Presidente para relaciones con la Unión Europea. Entre los años 1986-1992 y 2004-2014 fue miembro del Comité Económico y Social Europeo (EESC).

## Actividad en el Parlamento Europeo
Fue miembro de la Comisión de Empleo y Asuntos Sociales, Delegación para las Relaciones con Palestina y Delegación en la Asamblea Parlamentaria de la Unión para el Mediterráneo, y suplente en la Comisión de Asuntos Económicos y Monetarios, Comisión de Investigación Encargada de Examinar las Alegaciones de Infracción y de Mala Administración en la Aplicación del Derecho de la Unión en relación con el Blanqueo de Capitales y la Elusión y la Evasión Fiscales y de la Delegación para las Relaciones con los Países del Magreb y la Unión del Magreb Árabe. Fue ponente en el Parlamento Europeo del Informe legislativo "Directiva de condiciones de trabajo transparentes y predecibles".

##### Línea política
Desde su posición independiente dentro del Grupo ALDE, ha centrado su actividad política en refutar el discurso separatista catalán.
En 2017 pide la expulsión de PDeCAT del Partido ALDE, consigue la expulsión de DIPLOCAT del Registro de Transparencia de la UE y solicita a la Fiscalía General del Estado la ilegalización de los partidos PDeCAT, ERC y la CUP por, según él, "fomentar el uso de la violencia y legitimar conductas de desobediencia e incumplir los mandatos judiciales". En 2018 denunció lo que a su juicio consideró como "adoctrinamiento" infantil en las cabalgatas de Reyes del 5 de enero de ese año en Cataluña, y organizó en el Parlamento Europeo en Bruselas la conferencia "Humor para la resistencia" junto a los principales representantes de Tabarnia.

## Colectivo ULIS
Enrique Calvet Chambon es el fundador y presidente del colectivo ULIS (Unidos, Libres, Iguales y Solidarios), una plataforma política cuya pretensión principal es activar y hacer reflexionar a la sociedad civil sobre la necesidad de emprender una revisión drástica del sistema de las Autonomías y de las Competencias, además de luchar activamente contra el secesionismo.
En febrero de 2018 impulsa una iniciativa dirigida a la Comisión para la revisión y modernización del Estado autonómico.